# Makowo (Podlachie)
Pour les articles homonymes, voir Makowo.
Makowo est un village polonais de la gmina de Kobylin-Borzymy, dans le powiat de Wysokie Mazowieckie, voïvodie de Podlachie, au nord-est du pays.
Il est situé à environ 22 km au nord-est de Wysokie Mazowieckie et à 34 km à l'ouest de la capitale régionale Białystok.